# Dichiarazione dei diritti della donna e della cittadina

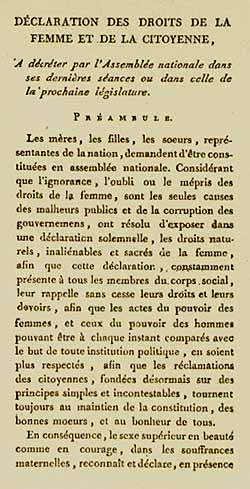
La Dichiarazione dei diritti della donna e della cittadina, 1791

La Dichiarazione dei diritti della donna e della cittadina (titolo in francese Déclaration des droits de la femme et de la citoyenne) è un testo giuridico francese pubblicato nel 5 settembre 1791 dalla scrittrice Olympe de Gouges sul modello della Dichiarazione dei diritti dell'uomo e del cittadino del 1789 proclamata il 26 agosto dello stesso anno, che esige la piena assimilazione legale, politica e sociale delle donne. Primo documento a invocare l'uguaglianza giuridica e legale delle donne in rapporto agli uomini, la Dichiarazione dei diritti della donna e della cittadina è stata pubblicata allo scopo di essere presentata all'Assemblée nationale per esservi adottata.

## Storia
La Dichiarazione dei diritti della donna e della cittadina costituisce un'imitazione critica della Dichiarazione dei diritti dell'uomo e del cittadino, che elenca i diritti validi solo per gli uomini, allorché le donne non dispongono del diritto di voto, dell'accesso alle istituzioni pubbliche, alle libertà professionali, ai diritti di possedimento, ecc. L'autrice vi difende, non senza ironia sulle considerazioni dei pregiudizi maschili, la causa delle donne, scrivendo che «La donna nasce libera e ha uguali diritti all'uomo». Volendo, si può dire che Olympe de Gouges criticò la Rivoluzione francese di aver dimenticato le donne nel suo progetto di libertà e di uguaglianza.
Le associazioni femminili vennero in seguito proibite da Robespierre, il quale chiuse i loro clubs ed i loro giornali. Olympe de Gouges, invece, per aver denunciato gli eccessi della stessa rivoluzione, insieme a molte altre donne venne ghigliottinata (novembre 1793) "per aver dimenticato le virtù che convengono al suo sesso" ed "essersi immischiata nelle cose della Repubblica".
Fu una delle prime a sostenere la libertà di espressione, l’uguaglianza di genere e l’introduzione del divorzio.
L'evoluzione del concetto dei diritti umani si è sviluppata con l'Illuminismo e con gli avvenimenti che ha conosciuto. Benché questa nozione fu lanciata per la prima volta nel 1776 nella Dichiarazione dei Diritti della Virginia e in seguito alla Rivoluzione nella Dichiarazione dei diritti dell'uomo e del cittadino (1789), alcuni di questi documenti non prendono in considerazione le donne.

## Articoli
Come la Dichiarazione dei diritti dell’uomo e del cittadino, anche la Dichiarazione dei diritti della donna e della cittadina è costituita da un preambolo e 17 articoli.
Si tratta di un accostamento polemico che rivendica anche per le donne, il sesso superiore sia in bellezza che in coraggio, nelle sofferenze della maternità, quegli spazi di dignità e libertà solennemente sanciti per l’uomo.
Infatti, sia il preambolo e sia  alcuni dei 17 articoli, ricalcano, nella struttura e nel contenuto, la Dichiarazione dei diritti dell’uomo e del cittadino, che, all'articolo I, così recita: "Gli uomini nascono e rimangono liberi e uguali nei diritti. Le distinzioni sociali non possono essere fondate che sull'utilità comune". Anche i successivi articoli 2, 3, 9, 12 e 15 ripropongono letteralmente la Dichiarazione dell’89, limitandosi a sostituire la parola "donna" a quella di "uomo" o ad aggiungerla.
Le madri, le figlie, le sorelle, rappresentanti della nazione, domandano di costituirsi in assemblea nazionale. Considerando che l'ignoranza, l'oblio o il disprezzo dei diritti della donna sono le sole cause delle sventure pubbliche della corruzione dei governi, esse si sono risolte a esporre in una solenne dichiarazione i diritti naturali inalienabili e sacri della donna, affinché questa dichiarazione costantemente presente a tutti i membri del corpo sociale, ricordi incessantemente i loro diritti e i loro doveri, affinché gli atti del potere delle donne e quelli del potere degli uomini, potendo in ogni istante essere confrontati con il fine di ogni istituzione politica, ne siano più rispettati, affinché i reclami delle cittadine fondati ormai su principi semplici e incontestabili, siano sempre rivolti al mantenimento della costituzione, dei buoni costumi e alla felicità di tutti. Di conseguenza, il sesso superiore in bellezza e in coraggio, nelle sofferenze materne riconosce e dichiara in presenza e con gli auspici dell'Essere supremo, i Diritti seguenti della Donna e della Cittadina:
- Articolo 1

La Donna nasce libera e ha gli stessi diritti dell'uomo. Le distinzioni sociali non possono essere fondate che sull'interesse comune.
- Articolo 2

Lo scopo di ogni associazione politica è la conservazione dei diritti naturali e imprescrittibili della Donna e dell'Uomo: questi diritti sono la libertà, la proprietà, la sicurezza e soprattutto la resistenza alla oppressione.
- Articolo 3

Il principio di ogni sovranità risiede essenzialmente nella Nazione, la quale non è altro che l'unione della Donna e dell'Uomo: nessun corpo e nessun individuo può esercitare autorità che non provenga espressamente da loro.
- Articolo 4

(Questo è uno degli articoli più rilevanti, in quanto, completamente riscritto, in esso si afferma che in nome della libertà e della giustizia gli uomini devono rinunciare a ciò che non appartiene loro e, in particolare, devono rinunciare alla tirannia che esercitano sulle donne e che impedisce loro di esercitare i propri diritti naturali.)
La libertà e la giustizia consistono nel restituire tutto ciò che appartiene ad altri; così l'unico limite all'esercizio dei diritti naturali della donna, la perpetua tirannia dell'uomo cioè, va riformato dalle leggi della natura e della ragione.
- Articolo 5

Le leggi della natura e della ragione proibiscono tutte le azioni nocive alla società: tutto ciò che non è proibito dalle leggi sagge e divine, non può essere impedito e nessuno può essere costretto a fare ciò che esse non ordinano.
- Articolo 6

La legge deve essere l'espressione della volontà generale; tutte le Cittadine e i Cittadini devono concorrere personalmente o con i loro rappresentanti alla sua formazione; essa deve essere uguale per tutti. Tutte le cittadine e tutti i cittadini, essendo uguali ai suoi occhi, devono essere ugualmente ammessi a tutte le dignità posti e impieghi pubblici, secondo le loro capacità e senza altra distinzione che quella delle loro virtù e dei loro talenti.
- Articolo 7

Non ne è esclusa nessuna donna; essa è accusata, arrestata e detenuta nei casi stabiliti dalla Legge. Le donne obbediscono come gli uomini a questa Legge rigorosa.
- Articolo 8

La legge deve stabilire solo pene strettamente ed evidentemente necessarie e nessuno può essere punito se non in virtù di una Legge stabilita e prolungata anteriormente al delitto e legalmente applicata alle donne.
- Articolo 9

Su ogni donna dichiarata colpevole la Legge esercita tutto il rigore.
- Articolo 10

(Quest’articolo è stato completamente riformulato rispetto al corrispondente della Dichiarazione dell’89. Rivendica con forza, anche per le donne, la libertà d’opinione di cui godono gli uomini.)
Nessuno deve essere molestato per le sue opinioni anche di principio, la donna ha il diritto di salire sul patibolo, essa deve avere pure quello di salire sul podio sempre che le sue manifestazioni non turbino l'ordine pubblico stabilito dalla Legge.
- Articolo 11

(Il seguente articolo è applicato ad una concreta e specifica esigenza femminile: il riconoscimento dei figli nati al di fuori del vincolo matrimoniale, senza che le ragazze madri, nubili e vedove abbiano a vergognarsene ed il diritto ad attribuirne la paternità.)
La libera comunicazione dei pensieri e delle opinioni è uno dei diritti più preziosi della donna poiché queste libertà assicura la legittimità dei padri verso i figli. Ogni cittadino può dunque dire liberamente, io sono la madre di un figlio vostro, senza che un pregiudizio barbaro la forzi a nascondere la verità salvo a rispondere dell'abuso di questa libertà dei casi stabiliti dalla Legge.
- Articolo 12

È necessario garantire maggiormente i diritti della donna e della cittadina; questa garanzia deve essere istituita a vantaggio di tutti e non solo di quelle cui è affidata.
- Articolo 13

Per il mantenimento della forza pubblica e per le spese di amministrazione, i contributi della donna e dell'uomo sono uguali; essa partecipa a tutti i lavori ingrati a tutte le fatiche, deve quindi partecipare anche alla distribuzione dei posti, degli impieghi, delle cariche, delle dignità e dell’industria.
- Articolo 14

Le Cittadine e i Cittadini hanno il diritto di constatare da sé o tramite i loro rappresentanti, la necessità del contributo. Le Cittadine possono aderirvi soltanto con l’ammissione di un'uguale divisione, non solo nella fortuna, ma anche nell'amministrazione pubblica e determinare la quantità, l’imponibile, la riscossione e la durata dell’imposta.
- Articolo 15

La massa delle donne coalizzata con gli uomini per la tassazione ha il diritto di chiedere conto della sua amministrazione a ogni agente pubblico.
- Articolo 16

Ogni società in cui la garanzia dei diritti non è assicurata e non sia determinata la separazione dei poteri, è priva di una Costituzione; la Costituzione è nulla se la maggioranza degli individui che compongono la Nazione non ha cooperato alla sua redazione.
- Articolo 17

Le proprietà sono di tutti i sessi riuniti o separati; esse hanno per ciascuno un diritto inviolabile e sacro; nessuno può esserne privato come vero patrimonio della natura, se non quando la necessità pubblica legalmente constatata, lo esiga in modo evidente e a condizione di una giusta e preliminare indennità.
La Dichiarazione si chiude con la significativa introduzione del principio di comunione dei beni a seguito del rapporto matrimoniale, principio dal quale scaturirà la rivendicazione della loro divisione in parti uguali in caso di separazione o divorzio.